# Edward Whymper

Whymper als junger Mann

Edward Whymper (* 27. April 1840 in London; † 16. September 1911 in Chamonix, Frankreich) war ein britischer Bergsteiger. Bekanntheit erlangte er insbesondere durch die Erstbesteigungen des Matterhorns und des Chimborazo. Frederick Whymper war sein Bruder.

## Leben

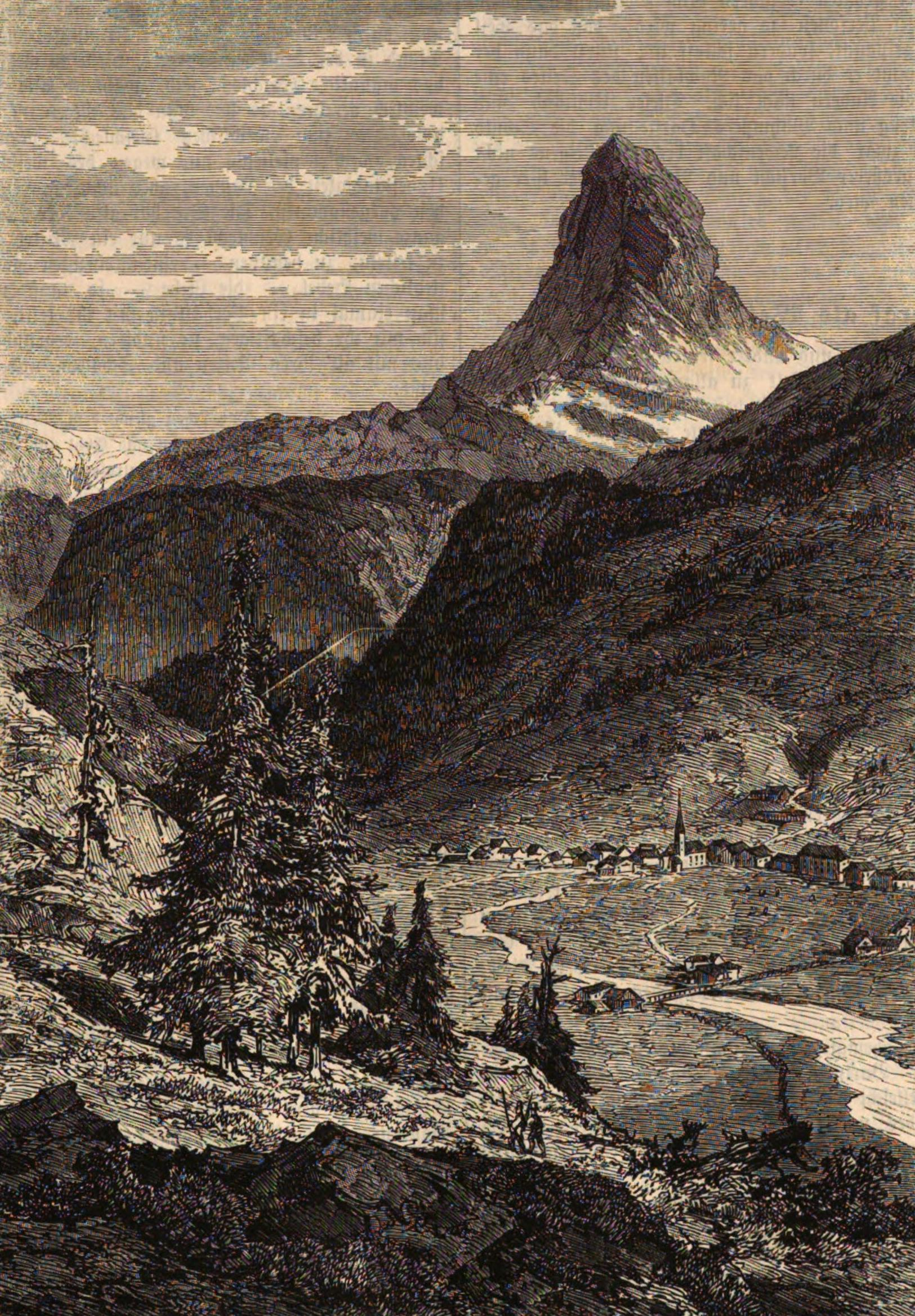
Matterhorn und Zermatt nach einer Zeichnung von Edward Whymper, 1865

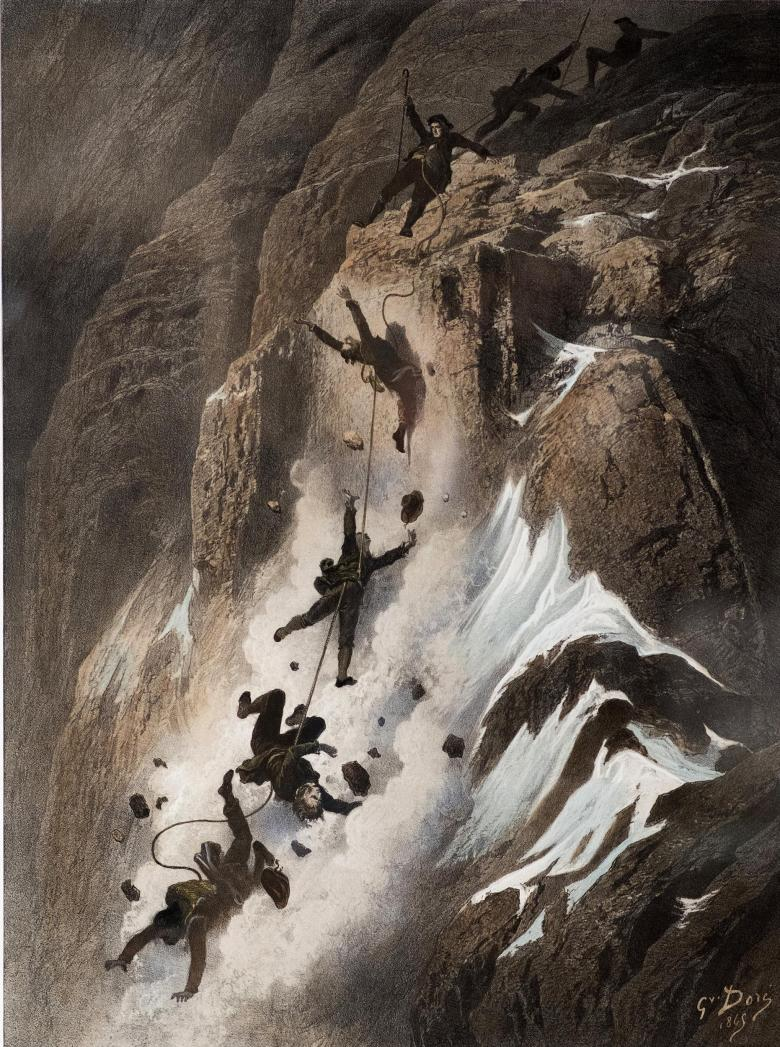
Der Absturz, Darstellung von Gustave Doré

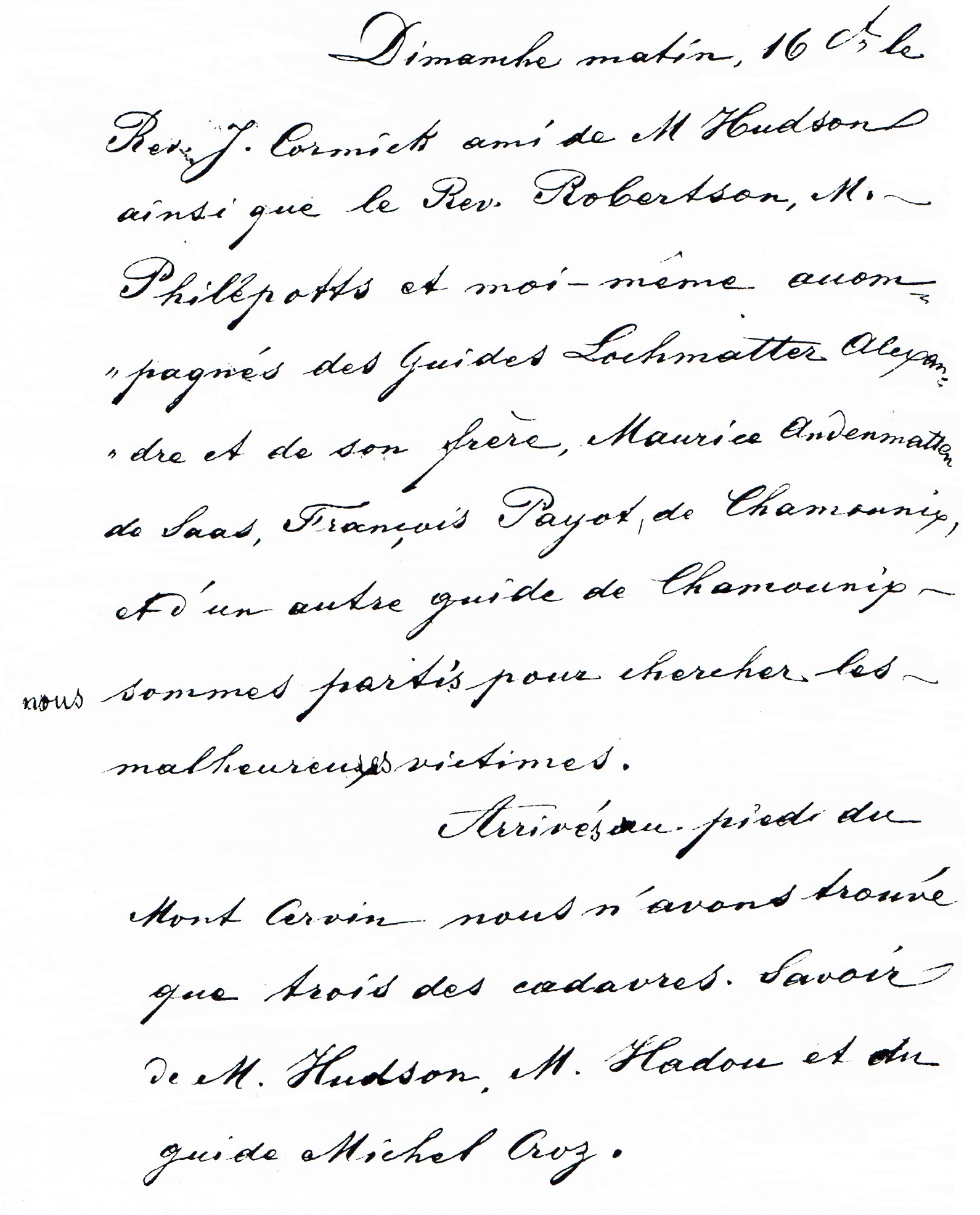
Edward Whympers Antworten 12, 13 und 14 des diesbezüglichen Verhörs vom Juli 1865, Gerichtsschreiber Donat Andenmatten

Whymper wurde in ärmlichen Verhältnissen als zweites von elf Kindern geboren und erlebte eine Jugend ohne große Zukunftsperspektiven. Der Verleger Thomas Longman aus London entdeckte seine zeichnerische Begabung und schickte ihn als Illustrator in die Alpen. Hier begann Whymper sich für das Bergsteigen zu interessieren. Bereits 1864 machte er Furore mit der Erstbesteigung der Barre des Écrins, der Aiguille d’Argentière und des Mont Dolent sowie am 29. Juni 1865 mit der Erstbesteigung der Aiguille Verte und der Grandes Jorasses (Pointe Whymper) im Frühsommer 1865. Seinen Platz in der Geschichte der Bergsteiger fand er mit der anschließenden Erstbesteigung des Matterhorns.
Die erste Besteigung des 4478 m hohen Berges gelang ihm am 14. Juli 1865. Die gewählte Route führte von Zermatt aus über den Hörnligrat zum Gipfel und ist mit dem heutigen Normalweg weitgehend deckungsgleich. Neben Whymper gehörten der erfolgreichen Seilschaft auch seine Landsleute Lord Francis Douglas, Reverend Charles Hudson und Douglas Robert Hadow sowie die Bergführer Michel Croz aus Chamonix, Peter Taugwalder und dessen gleichnamiger Sohn aus Zermatt an. Sie setzten sich dabei in einem Zweikampf gegen Jean-Antoine Carrel durch, der zur selben Zeit den Anstieg über den Lion-Grat vom italienischen Breuil versuchte.
Beim Abstieg der Seilschaft stürzten vier Männer über die Nordwand zu Tode. Der im Hochgebirge noch relativ unerfahrene, 18 Jahre alte Hadow rutschte aus, stürzte auf Michel Croz und zog Charles Hudson und Lord Francis Douglas mit sich. Das Seil, das die Stürzenden und die Überlebenden miteinander verband, war alt und diente nur der Reserve. Beim Versuch Taugwalders, die Stürzenden zu halten, riss es aufgrund der plötzlichen Belastung. Edward Whymper, Vater und Sohn Taugwalder kehrten heil nach Zermatt zurück. Staatsrat Joseph Anton Clemenz führte die nachfolgende strafrechtliche Untersuchung durch. Der in der Presse aufgetauchte Vorwurf, Whymper habe das Seil durchgeschnitten, konnte jedoch nicht bestätigt werden. In seinen Memoiren warf Whymper später Taugwalder vor, absichtlich das dünnere Seil genutzt zu haben. Es wurde jedoch nur eingesetzt, da Whymper das andere Seil beim Aufstieg zerschnitten hatte, um schneller oben anzukommen.
Whymper verfolgten die Erinnerungen an den Unfall:

“Every night, do you understand, I see my comrades of the Matterhorn slipping on their backs, their arms outstretched, one after the other, in perfect order at equal distances – Croz the guide, first, then Hadow, then Hudson, and lastly Douglas. Yes, I shall always see them…”

„In jeder Nacht, verstehst du, sehe ich meine Kameraden vom Matterhorn auf ihren Rücken rutschend, ihre Arme ausgestreckt, einer nach dem anderen, in perfekter Anordnung mit gleichen Abständen – Croz der Führer zuerst, dann Hadow, dann Hudson und zuletzt Douglas. Ja, ich werde sie immer sehen…“

Mit der Besteigung des Matterhorns endet die Zeit der großen Erstbesteigungen und das sogenannte Goldene Zeitalter des Alpinismus. Am 22. August 1874 bestieg Edward Whymper zum zweiten und letzten Mal in seinem Leben den Hörnligrat und somit das Matterhorn unter der Führung von Josef Marie Lochmatter aus St. Niklaus.
Am 4. Januar 1880 bestieg Edward Whymper den 6310 Meter hohen Anden-Vulkan Chimborazo in Ecuador als erster. Er nutzte dabei die physiologischen Reaktionen des eigenen Körpers als eine Art wissenschaftliches Labor, um die menschliche Belastbarkeit unter sich verändernden Umweltbedingungen zu erforschen. Da viele Kritiker die gelungene Erstbesteigung anzweifelten, bestieg Whymper noch im selben Jahr den Berg ein zweites Mal über eine neue Route (von Pogyos im Westen her), mit den beiden Ecuadorianern David Beltrán und Francisco Campaña (Whymper 1892). Von der nach Whymper benannten 5000 Meter hoch gelegenen Schutzhütte führen noch heute mehrere, unterschiedlich schwierige Routen zum Ecuador- bzw. Whymper-Hauptgipfel.
Danach widmete er sich der Schriftstellerei und befasste sich mit Höhenphysiologie. 1901 betrieb er in den Rocky Mountains mit den Bergführern Josef Pollinger aus St. Niklaus, Christian Klucker aus dem Engadin, Christian Kaufmann aus Grindelwald und Josef Bossonney aus Chamonix Werbung für die Canadian Pacific Railway. Die Gesellschaft führte insgesamt 15 Erstbesteigungen durch. 1904 initiierte Whymper die Erstbesteigung des Crowsnest Mountain in den „Rockies“.
Als Außenseiter gemieden, starb Whymper 1911 in seinem abgeschlossenen Zimmer des Grand Hotel Couttet in Chamonix an einem Hirnschlag und wurde auf dem dortigen Cimetière Biollay de Chamonix – Mont Blanc beerdigt.
Seinen Namen tragen noch heute der zweithöchste Gipfel der Grandes Jorasses (Pointe Whymper) und das Whymper-Couloir an der Aiguille Verte. Darüber hinaus ist der Whymper Spur in der Antarktis nach ihm benannt. Ab 1894 war er Mitglied (Fellow) der Royal Society of Edinburgh.

## Filmische und literarische Rezeption
- Der Zweikampf um die Erstbesteigung des Matterhorns wurde verfilmt. Unter der Regie von Nunzio Malasomma entstand 1928 nach dem im selben Jahr erschienenen Tatsachenroman Der Kampf ums Matterhorn von Carl Haensel ein Stummfilm gleichen Namens.
- 1937 drehte Luis Trenker den Film Der Berg ruft.
- James Ramsey Ullman verarbeitete die Ereignisse um die Erstbesteigung in seinem 1954 veröffentlichten Roman Rudi der Bergführer (Banner in the Sky). Darin nahm er sich gegenüber dem tatsächlichen Ablauf allerdings einige dichterische Freiheiten heraus und änderte die Namen der Beteiligten. Das Buch wurde 1959 von Ken Annakin unter dem Titel Der dritte Mann im Berg (Third Man on the Mountain) verfilmt. Die Hauptrollen in dieser Walt-Disney-Produktion spielten Michael Rennie, James MacArthur, Janet Munro, James Donald und Herbert Lom.
- Zum 100. Jahrestag der Matterhorn-Erstbesteigung zeigte das Deutschschweizer Fernsehen 1965 den Dokumentarfilm Bitterer Sieg: Die Matterhorn-Story von Gaudenz Meili. Anhand von Zeitdokumenten, Schriftstücken, Skizzen (viele davon von Whymper selber) und von Bildmaterial aus Archiven des In- und Auslandes wird Edward Whympers Bezwingung des Matterhorns filmisch nachgezeichnet.[14]
- Im Juni 2018 zeigte SRF DOK erstmals den Dokumentarfilm Tod am Matterhorn – Die tragische Geschichte der Erstbesteigung, der die damaligen Ereignisse rekonstruiert.[15]

## Bergführermuseum und Bergführerdenkmal
Im Bergführermuseum in St. Niklaus Dorf wird zum Thema Kunst und Alpinismus bzw. im Rahmen der Verbindung der St. Niklauser Bergführer zu zeitgenössischen Malern u. a. auch Edward Whymper gewürdigt. Das Bergführerdenkmal ehrt u. a. Edward Whymper als Gast der St. Niklauser Bergführer und das Matterhorn Museum in Zermatt informiert über die Erstbesteigung des Matterhorns.

## Werke (Auswahl)

### Als Schriftsteller
- Katey’s voyage. Groombridge & sons, London [o. D.; zwischen 1852 und 1855?] (Scan – Internet Archive).
- Louis Duval. A tale of the French Revolution. Groombridge & sons, London 1844–1867. (Scan – Internet Archive).
- Scrambles amongst the Alps in the years 1860–69. John Murray, London 1871; Reprint: Ten-Speed-Press, Berkeley, Calif. 1981, ISBN 0-89815-043-4 (Scan – Internet Archive).
- The ascent of the Matterhorn. With maps and illustrations. John Murray, London 1880 (Scan – Internet Archive).
- Matterhorn. Der lange Weg auf den Gipfel. AS Verlag, Zürich 2005, ISBN 3-909111-14-9.
- Die Erstbesteigung des Matterhorns. Web-Site-Verlag, Ebersdorf b. Bremervörde 2006, ISBN 3-935982-69-0.
- How to Use the Aneroid Barometer. John Murray, London 1891 (Scan – Internet Archive).
- Travels amongst the great Andes of the equator. First edition, limited to 100 copies. (“Special edition subscriber’s copy, no. 83 [signature] Edward Whymper.”).
  - Vol. 1. John Murray, London 1892 (Scan – Internet Archive). Reprint: Peregrine-Smith, Salt Lake City 1987, ISBN 0-87905-281-3.
  - Vol. II: Maps of Chimborazo, Quito etc. (Scan – Internet Archive).
- The Valley of Zermatt and the Matterhorn. A Guide. John Murray, London 1897 (Scan – Internet Archive).

### Als Illustrator
- Isabella Bishop: Among the Tibetans (= Collected travel writings. Band 12). Ganesha Publishing, Bristol 1997, ISBN 1-86210-001-2.

#### Zeichnungen (Auswahl)

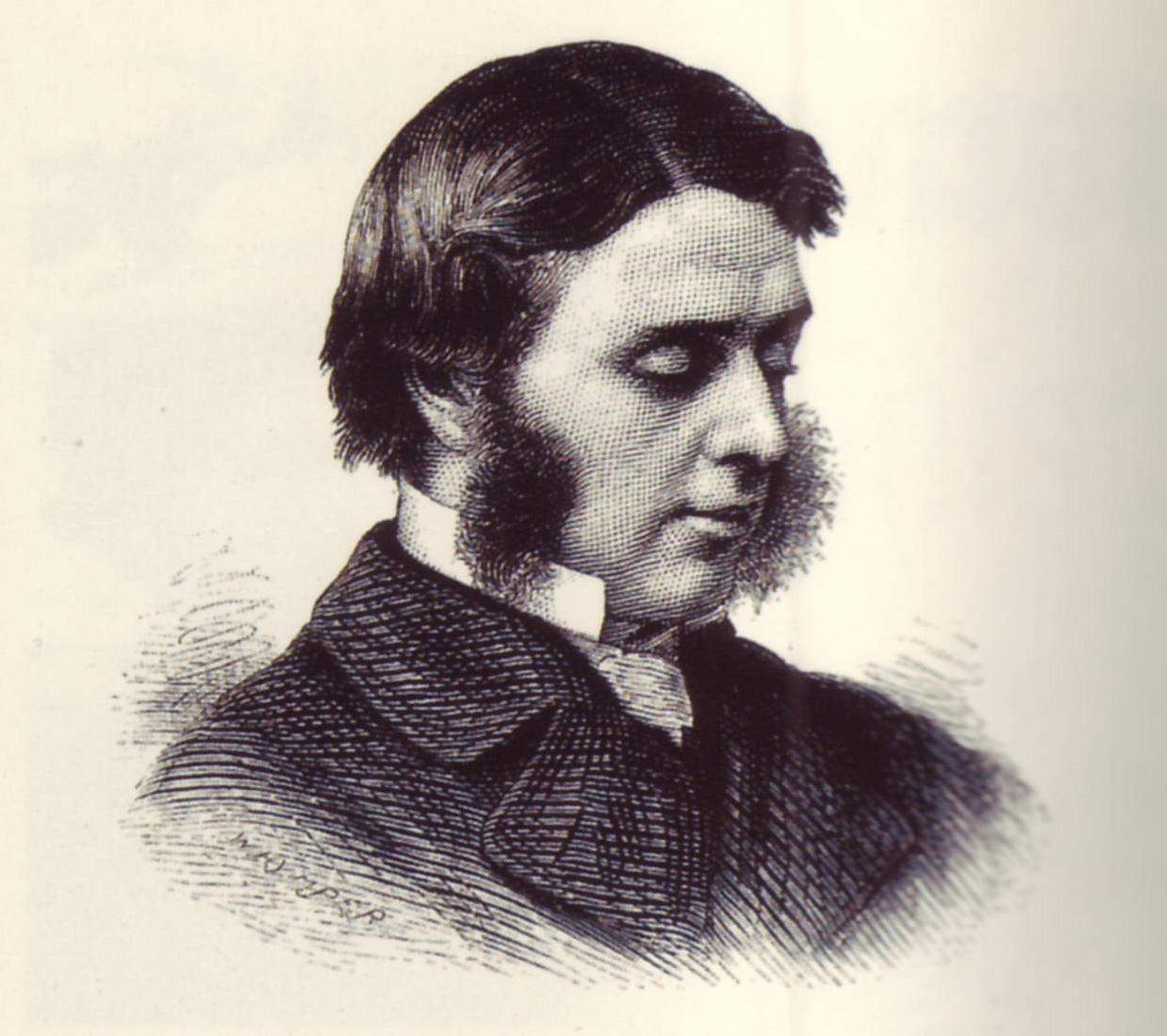
Charles Hudson (* 1828; † 14. Juli 1865) anglikanischer Geistlicher und Alpinist
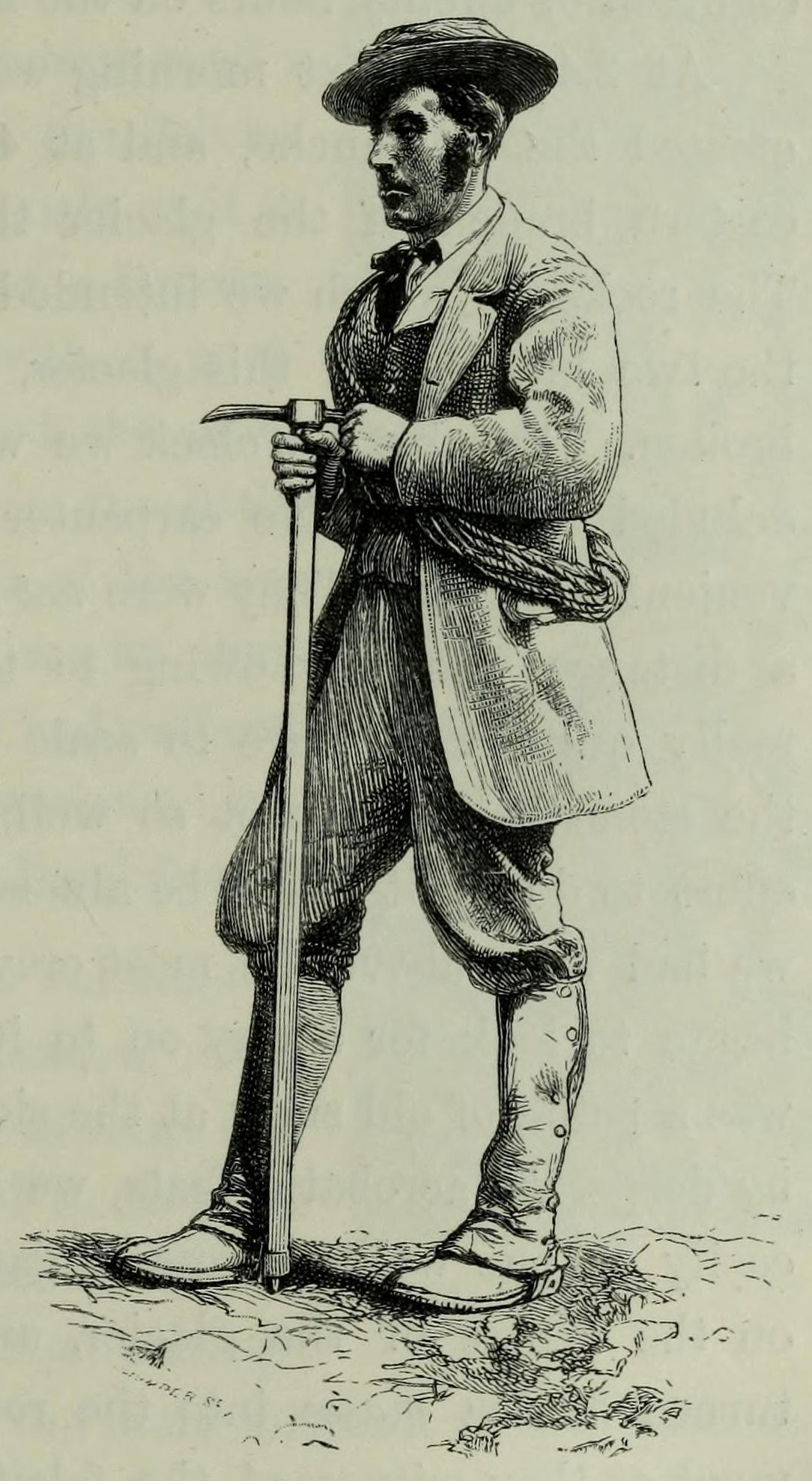
Melchior Anderegg (* 28. März 1828; † 8. Dezember 1914) Schweizer Bergführer
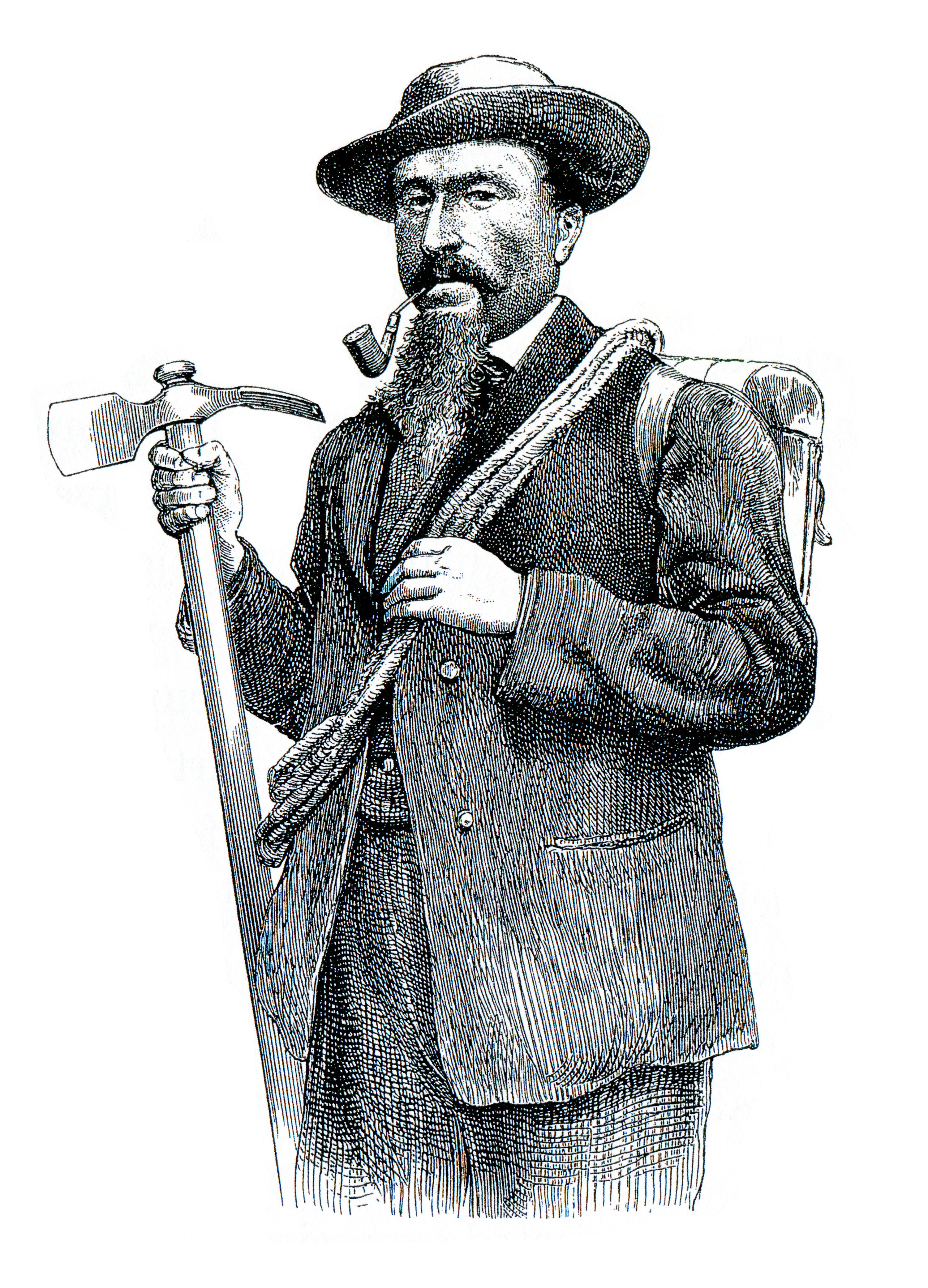
Michel Auguste Croz (* 22. April 1830; † 14. Juli 1865) französischer Bergsteiger und Bergführer
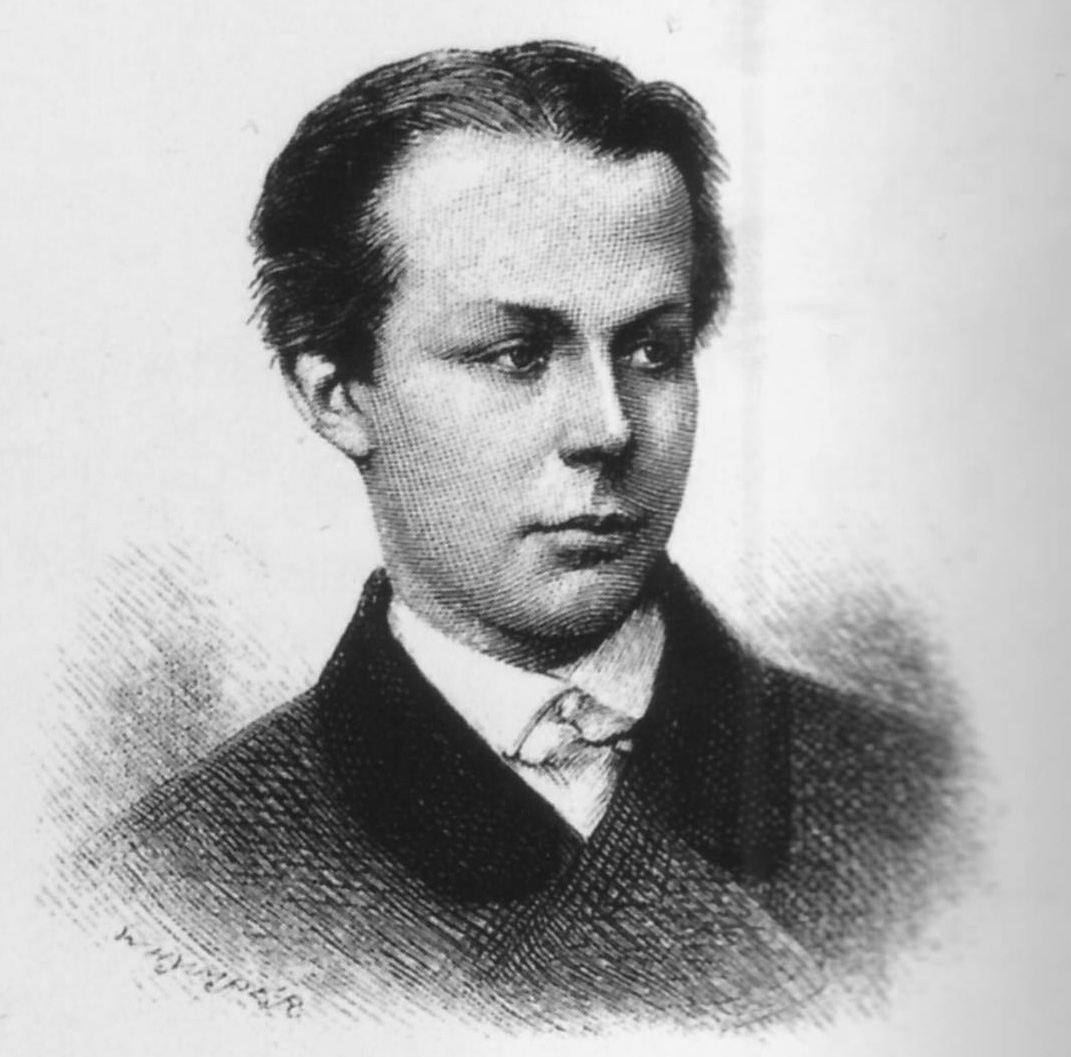
Lord Francis Douglas (* 8. Februar 1847; † 14. Juli 1865) britischer Bergsteiger
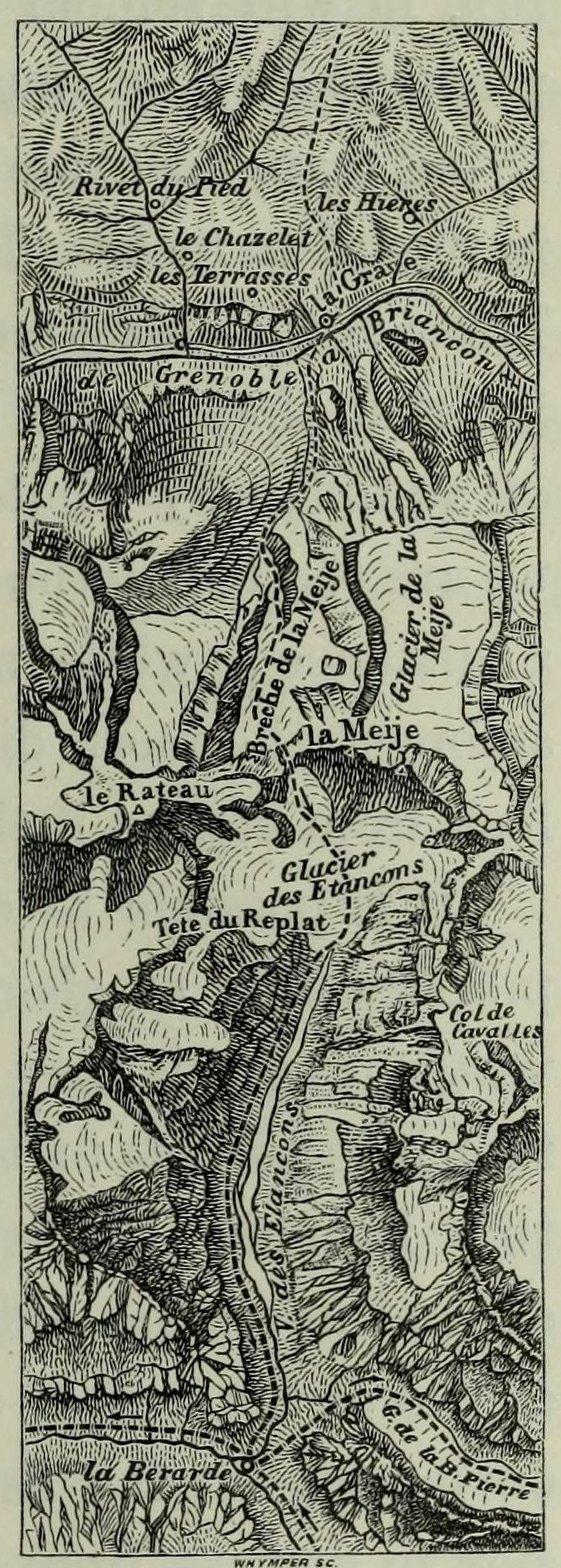
Die Alpen um La Grave